# Prisovo, Veliko Tărnovo
Prisovo (în bulgară Присово) este un sat în comuna Veliko Tărnovo, regiunea Veliko Tărnovo,  Bulgaria. 

## Demografie
Componența etnică a satului Prisovo
     Turci (1,33%)
     Bulgari (90,03%)
     Nicio identificare (8,62%)
     Altele (0%)
La recensământul din 2011, populația satului Prisovo era de 823 locuitori. Din punct de vedere etnic, majoritatea locuitorilor (90,03%) erau bulgari, cu o minoritate de turci (1,33%). Pentru 8,62% din locuitori nu este cunoscută apartenența etnică.